# Falkenberg Farewell
Falkenberg Farewell (Farväl Falkenberg) è un film del 2006 diretto da Jesper Ganslandt.

## Riconoscimenti
- 2007 - Guldbagge
  - Candidatura a miglior film
  - Candidatura a miglior regista a Jesper Ganslandt
  - Candidatura a miglior attore non protagonista a David Johnson
  - Candidatura a migliore sceneggiatura a Fredrik Wenzel e Jesper Ganslandt